# 李距离
李氏距离（Lee distance）是编码理论裡的一種距离函數。两个使用包含 q 個字母的字母表 {0, 1, …, q − 1}（q ≥ 2）且长度为 n 的字符串{\displaystyle x_{1}x_{2}\dotsb x_{n}}和{\displaystyle y_{1}y_{2}\dotsb y_{n}}之间的李氏距离被定义为
{\displaystyle \sum _{i=1}^{n}min(|x_{i}-y_{i}|,q-|x_{i}-y_{i}|)}
当{\displaystyle q=2}或者{\displaystyle q=3}，李氏距离等价于汉明距离。
由李氏距离所长产生的度量空间是一个类似于离散的椭圆几何。

## 例子
假设{\displaystyle q=6}，字符串3340和2543之间的李氏距离是1+2+0+3=6。

## 历史和应用
李氏距离命名自研究電信的李建業博士（William C. Y. Lee）。它被运用于相位调制，而汉明距离被用作正交调制。
在信道编码中，李氏距离也常常用在衡量非二元码（多元码）的距离特性。